# 尼科利

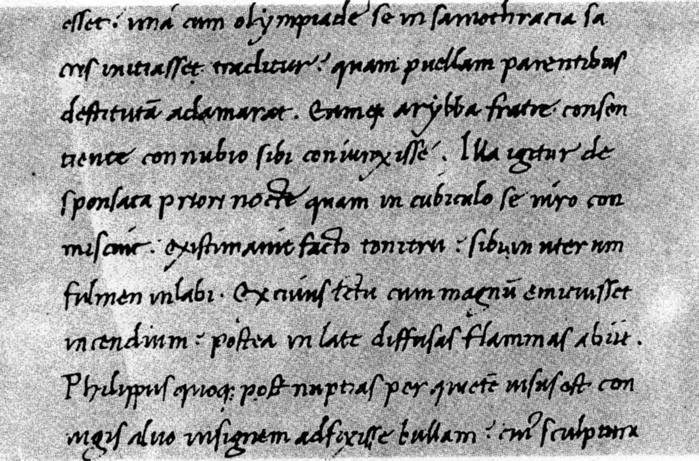
尼科利的斜體字樣本。後來發展成印刷用斜體字。

尼科利（Niccolò de' Niccoli，1364年—1437年1月22日）義大利文藝復興時期人文主義者。
尼科利的出生和逝世都在佛罗伦萨。他是科西莫·德·美第奇门下一个重要文人。科西莫·德·美第奇之于他，正如同奥古斯都之于梅塞納斯。尼科利在古典文学领域的主要工作是古代写本的抄写、整理和校勘，并为之划分章节，开列目录。

### 成就
他的出色品味弥补了其在考据方面的缺憾。尽管他对希腊文知之甚少，但他在这方面有嘉玛道理会士盎博罗削的协助。现在罗伦佐图书馆（Biblioteca Laurenziana）的珍贵抄本大多处于他的手笔，其中包括卢克莱修和普勞圖斯的十二部喜剧。 蒐藏古代手稿既危險又耗費金錢。當時投入此工作的還有波吉奥·布拉乔利尼（Poggio Bracciolini）。在科西莫·德·美第奇的赞助下，尼科利建立起拥有 800 份手稿的个人图书馆。他很慷慨地借出自己的书籍，因为有些古籍他擁有多份。这後來成為科西莫·德·美第奇在圣马可創立的图书馆的基础。
尼科利的私人圖書館僅次於科西莫·德·美第奇的私人圖書館；美第奇的圖書館是佛罗伦萨公共图书馆，也是歐洲當時最大的圖書館的前身。尼科利也收藏一些珍贵的钱币古玩。他自认为不会犯错，从来不容忍任何反驳。他与菲莱尔福和维罗纳的瓜里诺等人不和，尤其与盎博罗削之间的争论在当时的知识界造成了轰动。
他因吹毛求疵的性格（在他论敌的眼中则是出于对语言的无知）而从不说拉丁文或者以之写作。他唯一的作品是一部拉丁文正寫法的著作，用意大利文写成。在瓜里诺的激烈批评之后，他收回了这本书。他是知名的拉丁文文體家，许多作家在公開著作前将手稿提交给他以斧正。.
今日所使用的书写字体 Italic 或 Cancelleresca 亦被认为源自於尼科利。這是基於他对古代手稿的不倦研究與所製作的大量副本。尼科利在所複抄的手稿使用倾斜字体，因此后来当意大利印刷商開始使用斜体字体时，选择了尼科利的字体风格。
尼科利死後安葬于佛罗伦萨的圣灵圣殿。他生前负债累累，離世後科西莫向债务人偿还所有款項，以取得尼科利收藏的 800 份手稿（价值约 6,000 弗罗林）。 尼科利終身未婚，他的房子里摆满手稿、硬币、雕像、花瓶和宝石。